# 曾祥鈞
曾 祥鈞（ツェン・ヒャンチュン、1998年8月8日 - ）は、台湾の男子プロバスケットボール選手である。

## 来歴
輔仁大学卒業後の2020年、P. リーグ+の台北富邦ブレーブスに加入。
2024年、B.LEAGUEのファイティングイーグルス名古屋に移籍。

### チャイニーズタイペイ代表
2024年11月、2025年FIFAアジアカップ予選のチャイニーズタイペイ代表に選出される。

## チャイニーズタイペイ代表歴
- 2025FIBAアジアカップ予選